# Bulánci 2
Bulánci 2 je česká akční videohra, ve které proti sobě bojují Bulánci označovaní jako E.A.P. (extrémně agresivní polštáře) od české firmy SleepTeam. Hra je na rozdíl od prvního dílu hry Bulánci ve 3D a hlavním designérem je opět Jaroslav Wagner. Na Steamu vyšla plná verze 21. září 2023.

## Hratelnost

### Obsah
Základní bezplatná verze hry obsahuje levely se čtyřmi motivy: Pohádka, Továrna, Diskotéka a Dětský pokoj. Dokoupit je možné rozšíření o level Battlefield. V levelech se střídá den s nocí, mění se počasí, s některými prvky v prostředí je možná interakce a některé prvky jsou zničitelné.
K dispozici je klasický deathmatch, týmové souboje, boj o vlajku, tréning, achievementy, bulánčí historie a poezie. Dokoupit je možná změna typu povlečení, doplňků a hlasu. Na jednom PC (klávesnice nebo gamepad) mohou hrát až čtyři hráči a v internetovém battle royale až 32 hráčů. Hra bude obsahovat díky službě Epic Online Services multiplatformní hraní pro osobní počítače, herní konzole i mobilní telefony.
Vývojáři plánují později hru doplnit o příběhovou kampaň, levely Lazaret, Labyrint, Džungle, Vesmírná stanice a Ledová krajina, brutal mód, editor map a fotbal.

### Zbraně
Zbraně jsou stejné jako v prvním díle (pistole, samopal, brokovnice, raketomet a mina), navíc přibyl těžký kulomet (Battlefield) a do budoucna: sniperská puška a minomet s přísavnou minou.

## Vývoj
V roce 2021 byl oznámen vývoj pokračování hry Bulánci plně ve 3D. Na crowdfundingové platformě Startovač bylo požadováno 500 000 Kč, nakonec výsledná suma činila více než čtrnáctinásobek požadované částky, a to přes 7,3 milionu Kč. Podle vývojářů však padla většina částky na odměny pro podporovatele. Plná verze vyšla na Steamu a Nintendo Switch, následovat budou verze na herní konzole PlayStation 5 a Xbox Series S/X.
Předběžný přístup (early access) vyšel na Steamu 14. listopadu 2022. V předběžném přístupu byly čtyři prostředí, v nichž bylo možné hrát deathmatch, týmové souboje a boj o vlajku (vzdáleně původně možné jen přes Remote play). 1. srpna 2023 byl spuštěný online multiplayer. 
Dne 1. září 2023 vyšla základní verze hry zdarma a 21. září téhož roku vyšla hra v plné verzi.

## Kritika
Na Steamu má hra 65 % kladných recenzí. Kladně je hodnocená především nová grafika, zpracování a achievementy, ale kritizovaný byl u vydání zatím malý počet levelů, nedokončený příběhový mód a některé prvky multiplayeru (nemožnost soukromé místnosti, nerestartování lobby po dohrání a nemožnost odstranit přihlášeného hráče).